# Шут в г*за! 2
„Шут в г*за! 2“ (на английски: Kick-Ass 2) е американски екшън филм за супергерои от 2013 г., базиран на едноименния комикс от Марк Милар и Джон Ромита-младши. Продължение е на „Шут в г*за!“ от 2010 г. Сценарист и режисьор е Джеф Уодлоу, а Матю Вон, който режисира първия филм, е съпродуцент.